# 1. vojaško območje (JLA)
1. vojaško območje (kratica 1. VO) je bilo poveljniška formacija v sestavi Jugoslovanske ljudske armade.

## Zgodovina
1. vojaško območje je bilo ustanovljeno 1. januarja 1989.
Leta 1991 je vojaško območje imelo 40.000 vojakov, 968 tankov, 633 oklepnih bojnih vozil in 1.392 artilerijskih orožij (od tega 92 večcevnih raketometov); to je bilo najbolj opremljeno vojaško območje v celotni SFRJ.

## Organizacija
1991
- poveljstvo
- 4. korpus
- 5. korpus
- 12. korpus
- 17. korpus
- 24. korpus
- 37. korpus
- 1. gardna mehanizirana divizija
- 1. mešana artilerijska brigada
- 454. mešana artilerijska brigada
- 580. 389. raketna artilerijska brigada